# 羅斯蘭 (內布拉斯加州)
羅斯蘭（英語：Roseland）是位於美國內布拉斯加州亞當斯縣的村。

## 人口
根據2020年美國人口普查的數據，羅斯蘭的面積為0.71平方千米，皆為陸地。當地共有人口260人，而人口密度為每平方千米366人。